# Стеллецкий, Дмитрий Семёнович
Дмитрий Семёнович Стеллецкий (1 (13) января 1875, Брест-Литовск, Российская Империя — 12 февраля 1947, Париж, Франция) — русский скульптор, живописец, иконописец и театральный художник. Один из самых видных художников русского зарубежья. Отличительная черта творчества Стеллецкого — стремление к освоению традиций древнерусского искусства и желание осмыслить их на совершенно новом этапе развития российской культуры. Одна из самых значительных работ художника — росписи храма Сергиевского подворья в Париже.

## Биография
Дмитрий Семенович Стеллецкий родился 1 (13) января 1875 года в городе Брест-Литовске Гродненской губернии в семье военного инженера. Члены этой семьи принадлежали к легендарному древнему роду Елеозоровых. Детство Стеллецкого прошло в имении его отца, недалеко от Беловежской Пущи.
В 1896 году отец будущего художника получил разрешение на переезд в Петербург. И вся семья Стеллецких поселилась на Васильевском острове, на 9-й линии в доме № 22. В этом же году Дмитрий Семенович поступил в Высшее Художественное училище при Академии художеств в Петербурге. Первоначально его зачислили на архитектурное отделение. Но достаточно быстро он увлекся скульптурой и 1 марта 1897 года перешёл на скульптурное отделение к профессору Г. Р. Залеману при заведующем скульптурной мастерской В. А. Беклемишеве.
Начиная с 1900 года Дмитрий Стеллецкий, один или вместе со своим другом Борисом Кустодиевым, периодически ездил по старинным русским городам и монастырям: в 1903 года он с Б. М. Кустодиевым побывал в Новгороде, в 1907 году Д. С. Стеллецкий один посетил Ферапонтов и Юрьевский монастыри, путешествовал по Русскому Северу, записывая свои впечатления и делая зарисовки монастырских фресок и икон. Пытался Д. С. Стеллецкий получить разрешение на экспедицию и в 1918 году.
После окончания училища (1904) он уехал в Париж. Посещал академию Р. Жюльена, намеревался устроиться на Севрскую мануфактуру, но это ему не удалось и он вернулся в Россию. Большой удачей для художника, оказавшегося в затруднительном финансовом положении, стало предложение М. К. Тенишевой поработать в её мастерской в Талашкино на полном пансионе.
В 1907 года при материальной поддержке Б. М. Кустодиева и вместе с ним Д. С. Стеллецкий посетил Италию, её главные центры искусств — Венецию, Флоренцию, Рим. В Венеции им удалось принять участие в выставке, на которой Д. С. Стеллецкий продал свою работу. «Митька, между прочим, продал здесь один свой бюст за 300 франков», — писал своей жене Б. М. Кустодиев.
Д. С. Стеллецкий с 1903 по 1913 годы, с небольшими перерывами, плодотворно трудился в Петербурге, став в 1910 году членом Союза русских художников, а в 1912 года — членом вновь образованного под руководством С. И. Грабаря общества «Мир искусства».
В 1914 году Д. С. Стеллецкий отправился в поездку по Италии и Франции. Франция, а точнее, небольшое местечко Ла-Напуль под Каннами стало его пристанищем на всю оставшуюся жизнь
О своей вынужденной эмиграции Д. С. Стеллецкий писал следующее: «Южный климат, природа и моя деятельность на чужбине мне далеко не по душе. Я здесь оторван от корней моего дарования, от России, родной и близкой душе своей. Мне не хватает русского воздуха, русских полей и, главное, — русских людей. Меня всегда вдохновляла только работа для Русской жизни и Русского дела».
О предвоенной жизни Д. С. Стеллецкого во Франции и годах войны имеется короткое свидетельство в письме Б. В. Антрепа к Т. М. Девель. В 1967 году он написал: «Дмитрия Семеновича видел задолго до последней войны. Он жил на юге Франции в своей мастерской на горе, которую сам расписывал. Стеллецкий был выселен по распоряжению немцев с юга Франции, вернулся в Париж и жил в S. Germain в общежитии русской церкви».
Последние два года жизни, проведенные художником в Русском доме в Сент-Женевьев-де-Буа, были для него особенно тяжелы: быстро надвигалась слепота.
Умер Д. С. Стеллецкий 12 февраля 1947 года и был похоронен на русском кладбище Сент-Женевьев-де-Буа под Парижем. О смерти Д. С. Стеллецкого А. Н. Бенуа напишет: «Я могу вам сообщить только то, что Д. С. Стеллецкий скончался в феврале 1947 года — здесь в Париже, проживая у своих знакомых. Он за последние годы ослеп, и этот недуг совсем его пришиб: он даже решительно отказывается с кем-либо встречаться, хотя бы из самых близких людей».

## Творчество
Во время учёбы в Академии Художеств в 1903 году за скульптурную группу «Узники» Д. С. Стеллецкий получил звание художника-скульптора и серебряный академический знак.
Дмитрий Семенович, как и многие другие его современники, жаждал создать новый русский стиль. Впоследствии он напишет: «Русскому народу подобает иметь свое искусство. С годами я понял, что только изучая художественное наследие наших предков и даже сначала рабски ему подражая, можно и нужно воскресить свою русскую, родную красоту. (…) Я знаю, что мое впечатление к русской красоте было врождено мне, а не воспитано».
Как и многих художников того времени, Стеллецкого привлекало прикладное искусство, он создавал камины, декоративные панно. Самобытность художника наиболее ярко выразилась в его работах, связанных с древнерусской темой. Еще в студенческие годы, совместно с каллиграфом И. Г. Блиновым, он выполнил иллюстрации к «Слову о полку Игореве», которые впоследствии, по совету В. А. Серова, приобрела Третьяковская галерея. началу января 1911 года работа завершилась, а в середине января художник предложил книгу Третьяковской галерее. Валентин Серов, впервые увидевший листы Д. С. Стеллецкого к «Слову» на петербургской выставке «Мира искусств», настоятельно рекомендовал И. С. Остроухову, в то время — члену попечительского совета галереи, приобрести произведение, что и было сделано. Эти иллюстрации напоминают миниатюры старинных рукописных книг, в них ясно прослеживается глубокий интерес художника к византийским корням древнерусского искусства.
Сюжеты из истории допетровской Руси находят оригинальное пластическое решение в скульптурных работах Стеллецкого конца 1900-х гг. Среди лучших работ этого периода, по признанию искусствоведов, — станковые картины и стилизованные декоративные панно «Сражение» (холст, масло, 1906), «Соколиная охота Ивана Грозного» (бумага, акварель, гуашь, 1906), «Четыре времени суток» (картон, гуашь, 1912), а также портрет графа Ю. И. Олсуфьева (бумага на картоне, гуашь, 1913). Из произведений декоративно-прикладного искусства и мелкой пластики можно назвать, например, предметы сервировки стола «Surtout de table» (полихромный гипс, 1905) в виде фигурок русских девушек в национальных узорчатых сарафанах. Театрально-декорационное направление представлено эскизами декораций и костюмов к драме А. К. Толстого «Царь Федор Иоаннович» (1908), к операм М. П. Мусоргского «Борис Годунов» (1908) и Н. А. Римского-Корсакова «Снегурочка» (1910).
В петербургский период были созданы также скульптурные композиции и портреты современников, решаемые в стиле народного декоративного искусства с применением раскраски или тонкого «подцвечивания» (что постепенно становилось свойственно русской скульптуре в начале XX века). Многочисленные произведения мелкой пластики отличались «самобытностью вкуса и в то же время волнующей овеянностью духом старины»: «Иван Грозный на охоте» (полихромный гипс, 1905), «Марфа Посадница» (полихромный гипс, 1906), «Гусляр» (полихромный гипс, 1908), «Знатная боярыня» (полихромное дерево, 1909), статуэтки и бюсты Ю. Ф. Стравинского (гипс, 1906), Б. В. Антрепа (гипс, 1906), А. Я. Головина (гипс, 1907; полихромный гипс, 1909), В. А. Серова (гипс, 1913), Э. Ф. Направника (гипс, 1913).
Были и монументальные работы — эскизы убранства церквей на Куликовом поле и в имении Олсуфьевых. Эскизы, к сожалению, не сохранились. О них свидетельствуют лишь письма, хранящиеся в Государственной Третьяковской галерее, упоминания в журналах того времени и исследования, посвященные архитектору А. В. Щусеву, по проекту которого эти церкви строились.
В годы жизни в эмиграции Стеллецкий оставался хранителем русской культуры. Суровые условия существования на чужбине лишь усиливали стремление не только не потерять лица русского интеллигента, но и передать духовное и интеллектуальное завещание младшему поколению, уже выросшему и воспитанному в чужих краях.
Самой значимой работой за весь период эмиграции, да и, пожалуй, за всю его творческую жизнь, стала роспись храма Троице-Сергиева подворья в Париже. Эта работа позднее получила самые высокие оценки историков и теоретиков искусства, назвавших ее «одним из самых значительных памятников творчества эмигрантов». Назвал «значительным явлением» эту роспись и С. К. Маковский.
В 1925 году с участием Д. С. Стеллецкого было организовано общество «Икона». Это общество «Икона» поставило перед собой цель — изучение и охрана древней иконы, проведение выставок иконописцев, объединение ценителей русской старины. На первом общем собрании Стеллецкий был избран в совет общества, он участвовал во всех выставках иконописцев, многие годы оставался одним из самых деятельных участников общества.
В 1931 году Д. С. Стеллецкий помог созданию Русского культурно-исторического музея в Праге. Он выполнил заставки к каталогу собрания музея, а в экспозицию музея попали несколько портретов солдат Русского экспедиционного корпуса и гуашь «Плоты».
Ныне работы художника хранятся в:
- Государственной Третьяковской Галерее
- Государственном Русском Музее
- Тульском областном художественном музее
- Корпоративной коллекции Белгазпромбанка в Минске[7].

А также часто выставляются на ведущих аукционах.